# 池州专区
池州专区，中华人民共和国安徽省已撤销的专区，在今安徽省西南部。
1949年置，属皖南行署区，专员公署驻贵池县池州镇（今池州市贵池区池阳街道）。辖大通市及贵池、至德、东流、青阳、太平、铜陵、石埭7县。1950年，撤销大通市，并入铜陵县；原芜当专区所属繁昌县划入池州专区。1951年，原皖南行署直辖的芜湖县划入池州专区。专区辖9县。
1952年，池州专区改属安徽省。同年，撤销池州专区，将贵池、铜陵、青阳、至德、东流5县划归安庆专区；太平、石埭2县划归徽州专区；繁昌、芜湖2县划归芜湖专区。 
1965年，恢复池州专区，专署驻贵池县。辖原属安庆专区的贵池、青阳、东至、铜陵4县；由太平、贵池2县析置石台县。池州专区辖5县。

## 池州地区
1971年，撤销池州专区，改置池州地区。1974年将铜陵县划归铜陵市领导；原属徽州专区的太平县划入池州地区。1980年1月29日，撤销池州地区，3月13日在贵池县城设立安庆行署驻池州管理处。1981年8月改名安庆专署池州办事处，同时对贵池县、东至县实行计划单列。
1983年10月8日，经中华人民共和国国务院批复，青阳县归属芜湖市；贵池县因不满足撤县设市条件，恢复原建制。

1988年8月17日复设立池州地区，辖芜湖市的青阳县；原安庆地区的东至县、石台县、贵池市。2000年6月25日，撤销池州地区和县级贵池市，设立地级池州市。

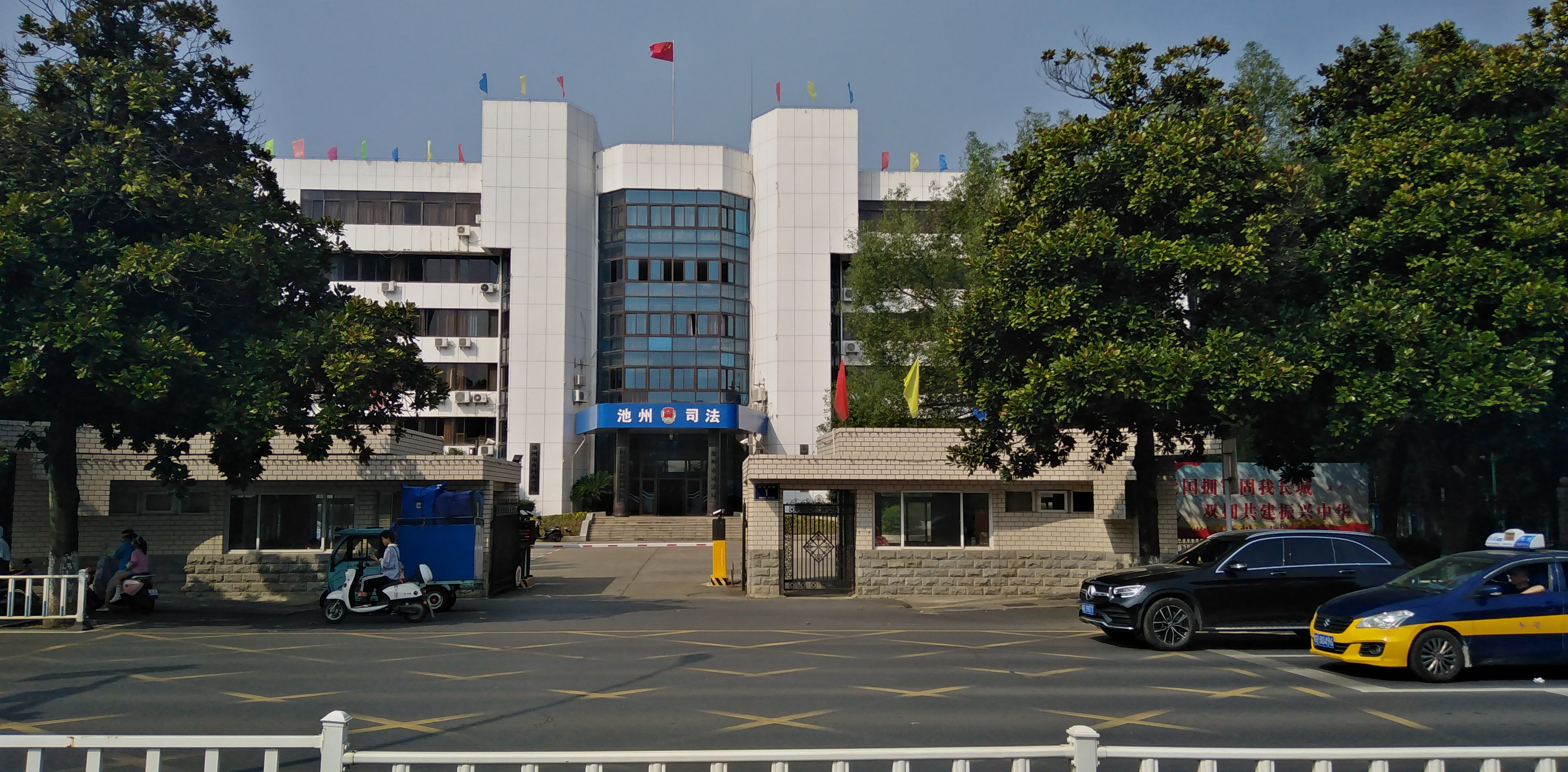
池州地区行政公署所在地